# Евертурнео (комуна)
Комуна Евертурнео (швед. Övertorneå kommun) — адміністративно-територіальна одиниця місцевого самоврядування, що розташована в лені Норрботтен у північній Швеції. Зі сходу межує з Фінляндією.
Евертурнео 38-а за величиною території комуна Швеції. Адміністративний центр комуни — місто Евертурнео.

## Населення
Населення становить 4 783 чоловік (станом на вересень 2012 року). 
| Кількість населення комуни Евертурнео за 1970-2010 роки | Кількість населення комуни Евертурнео за 1970-2010 роки | Кількість населення комуни Евертурнео за 1970-2010 роки | Кількість населення комуни Евертурнео за 1970-2010 роки | Кількість населення комуни Евертурнео за 1970-2010 роки |
| ------------------------------------------------------- | ------------------------------------------------------- | ------------------------------------------------------- | ------------------------------------------------------- | ------------------------------------------------------- |
| Рік                                                     |                                                         |                                                         | Населення                                               |                                                         |
| 1970                                                    | 1970                                                    |                                                         | 7 356                                                   | 7 356                                                   |
| 1975                                                    | 1975                                                    |                                                         | 6 526                                                   | 6 526                                                   |
| 1980                                                    | 1980                                                    |                                                         | 6 293                                                   | 6 293                                                   |
| 1985                                                    | 1985                                                    |                                                         | 6 181                                                   | 6 181                                                   |
| 1990                                                    | 1990                                                    |                                                         | 6 093                                                   | 6 093                                                   |
| 1995                                                    | 1995                                                    |                                                         | 6 063                                                   | 6 063                                                   |
| 2000                                                    | 2000                                                    |                                                         | 5 602                                                   | 5 602                                                   |
| 2005                                                    | 2005                                                    |                                                         | 5 229                                                   | 5 229                                                   |
| 2010                                                    | 2010                                                    |                                                         | 4 812                                                   | 4 812                                                   |
| Джерело: SCB                                            |                                                         |                                                         |                                                         |                                                         |

## Населені пункти
Комуні підпорядковано 3 міські поселення (tätort) та низка сільських, більші з яких:
- Евертурнео (Övertorneå)
- Юоксенґі (Juoksengi)
- Геденесет (Hedenäset)
- Пелло (Pello)
- Аапуа (Aapua)
- Нейстенканґас (Neistenkangas)
- Сванстейн (Svanstein)

## Міста побратими
Комуна підтримує побратимські контакти з такими муніципалітетами:
- Комуна Порсангер, Норвегія
- Гаукіпудас[fi], Фінляндія

## Галерея

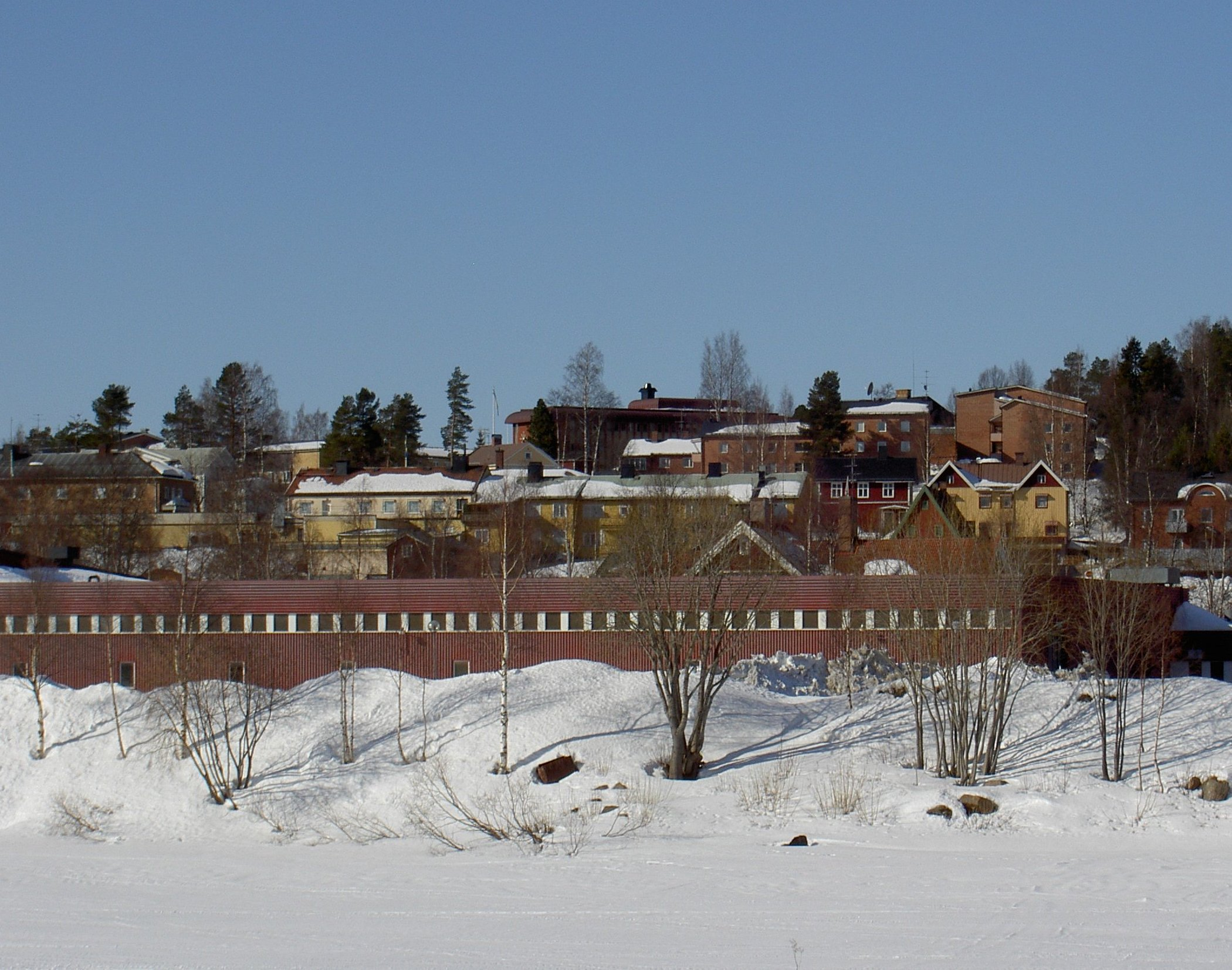
Евертурнео
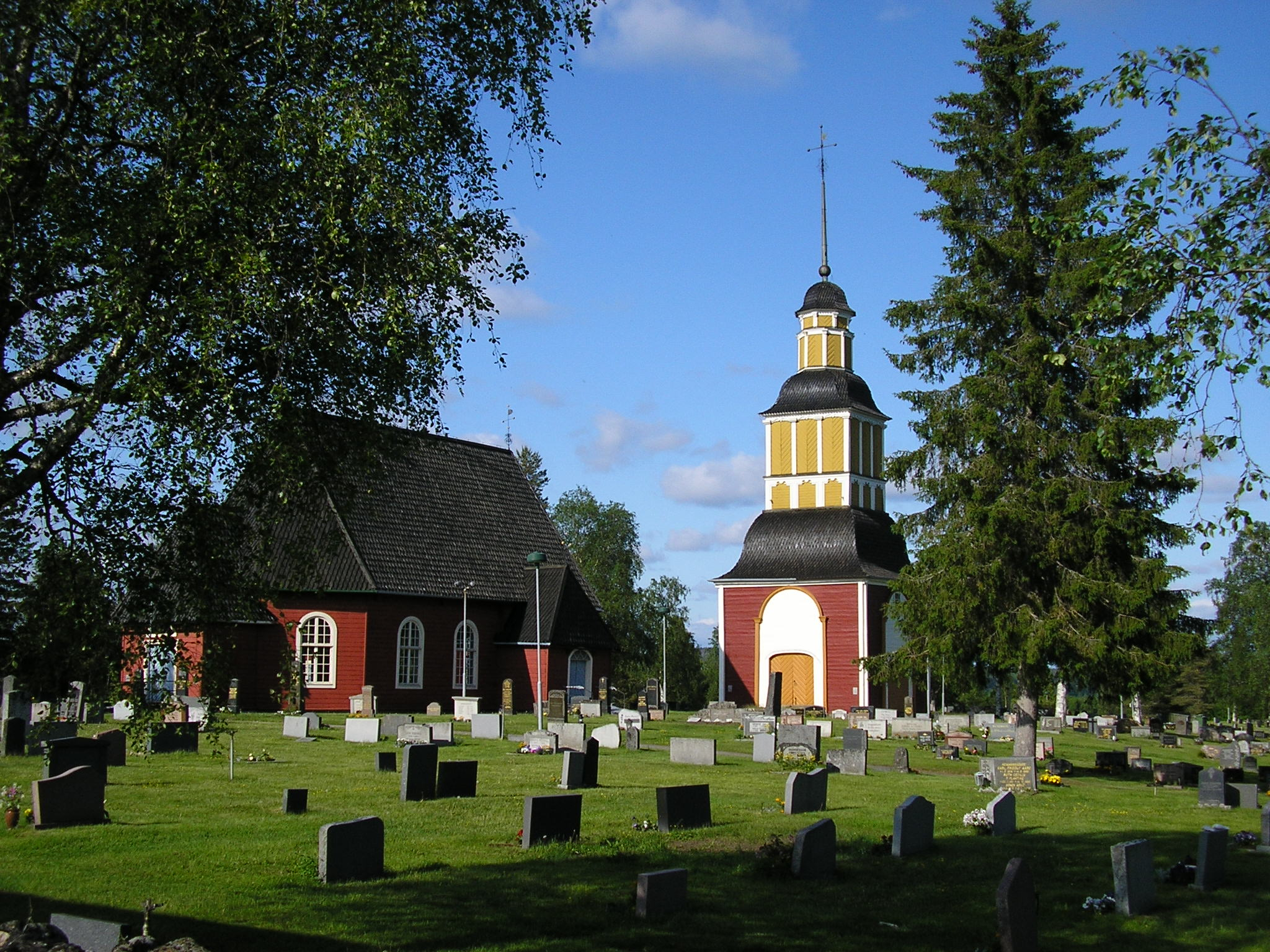
Церква (Геденесет)
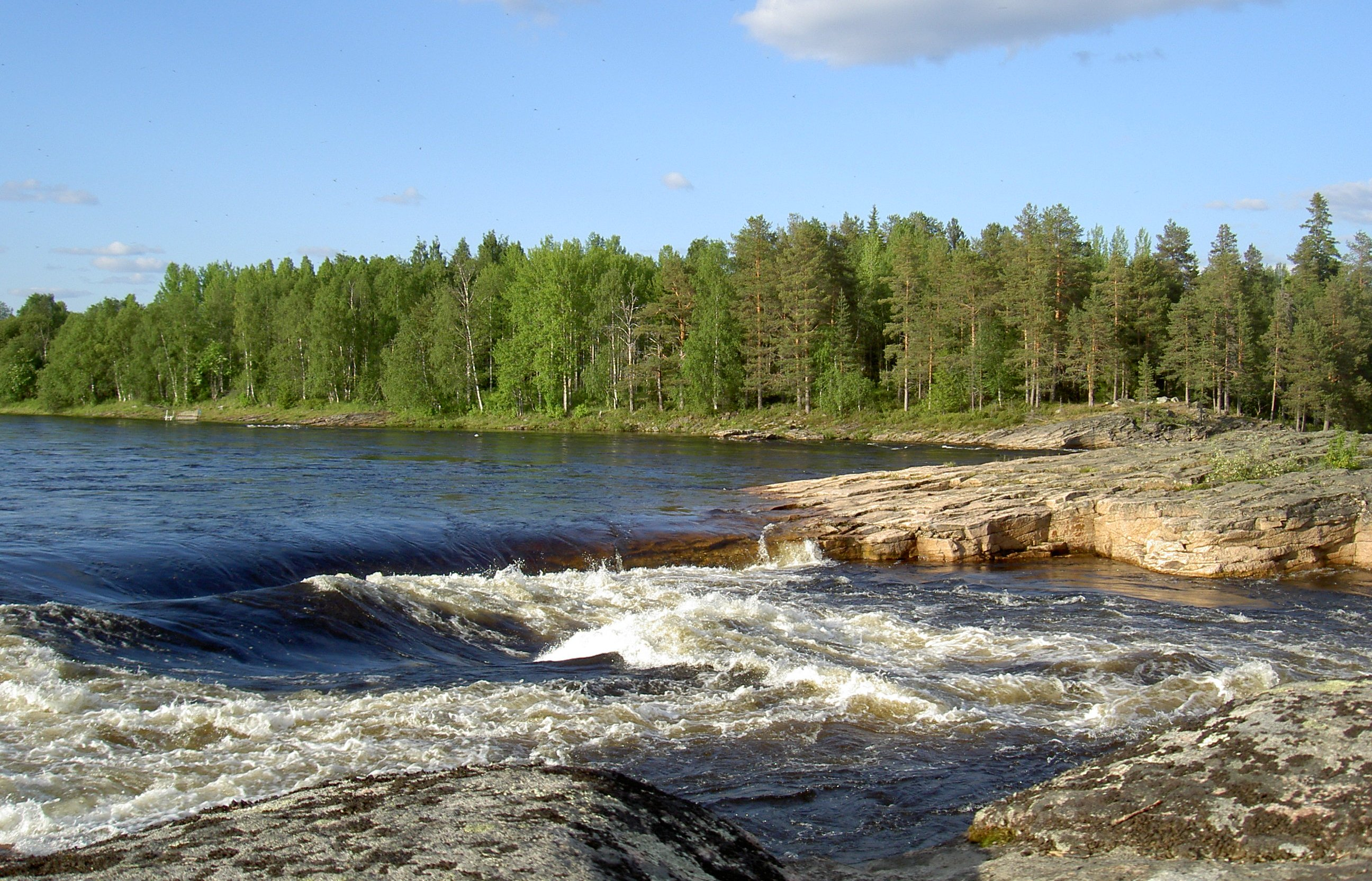
Річка Турнеельвен в межах комуни
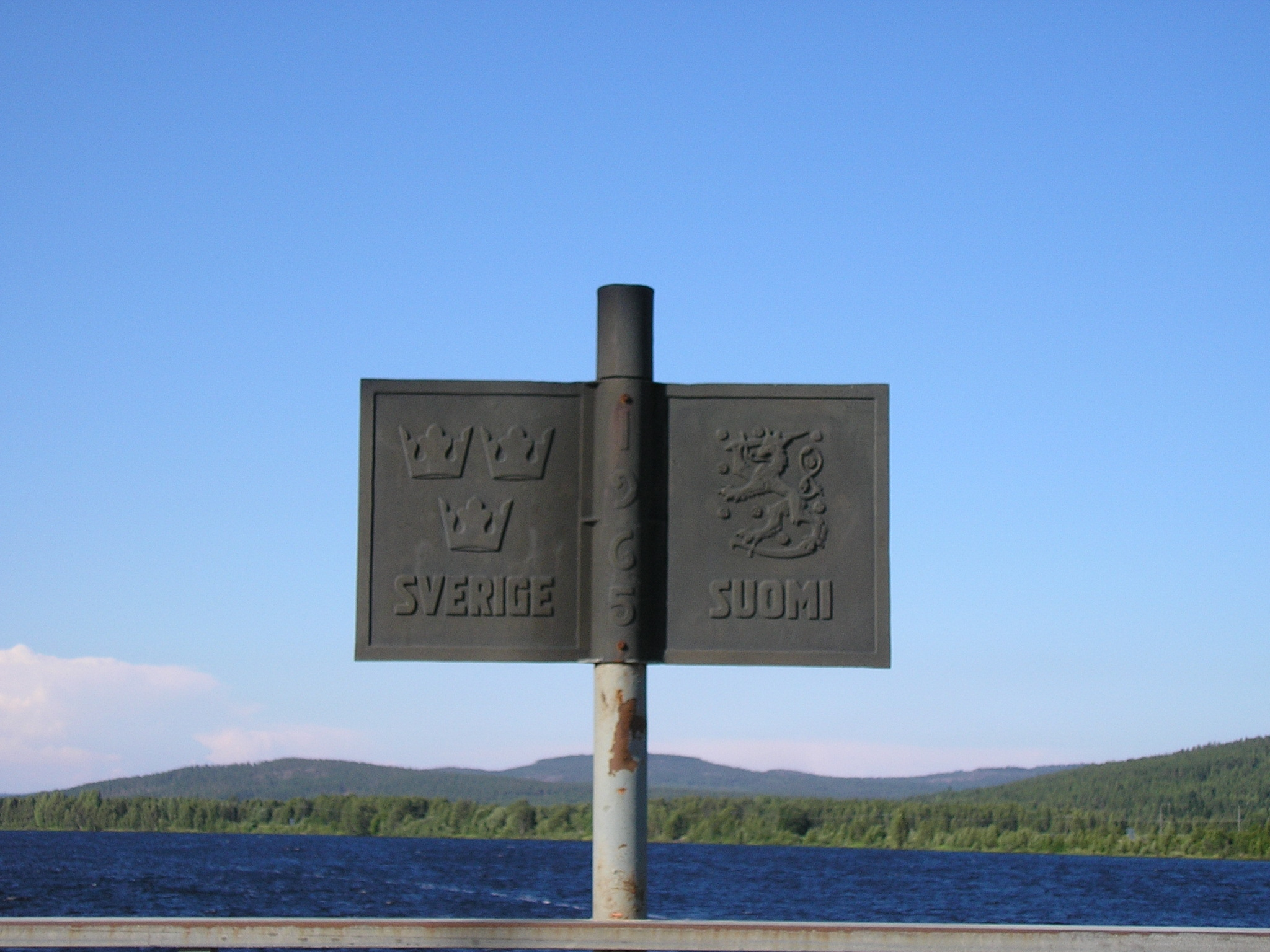
Шведсько-фінський кордон

## Виноски
1. ↑  Folkmangd i riket, lan och kommuner (шв.) . Центральне бюро статистики Швеції. Архів оригіналу за 20 серпня 2013. Процитовано 13 лютого 2013.